# Sibynomorphus ventrimaculatus
Espèce
Synonymes
- Leptognathus ventrimaculatus Boulenger, 1885
- Leptognathus intermedius Steindachner, 1910
- Heterorhachis poecilolepis Amaral, 1923

Statut de conservation UICN

 LC  : Préoccupation mineure
Sibynomorphus ventrimaculatus  est une espèce de serpents de la famille des Dipsadidae.

## Répartition
Cette espèce se rencontre :
- au Brésil dans l'État du Rio Grande do Sul ;
- dans le sud du Paraguay ;
- en Argentine dans les provinces de Misiones, de Corrientes et de Formosa.

## Publication originale
- Boulenger, 1885 : Second list of reptiles and batrachians from the province Rio Grande do Sul, sent to the Natural History Museum by Dr. H. van Ihering. Annals and Magazine of Natural History, vol. 5, no 16, p. 85-88 (texte intégral).